# Willow Grove Park Mall
Willow Grove Park Mall es un centro comercial de tres pisos ubicado en la comunidad de Willow Grove en Abington Township, Pensilvania, en la intersección de Easton Road y Moreland Road (Ruta 63 de Pensilvania). El Willow Grove Park Mall tiene más de 120 tiendas, con Bloomingdale's, Sears, Primark, Macy's y Nordstrom Rack como tiendas ancla, junto con varios restaurantes, incluidos The Cheesecake Factory, TGI Fridays y Yard House. Es propiedad de Pennsylvania Real Estate Investment Trust (PREIT) y es el tercer centro comercial más rentable del área de Filadelfia. Cuenta con un carrusel y un ascensor panorámico, y anteriormente contaba con una fuente que se eliminó. 

## Localización
Está ubicado en el sitio del anterior parque de atracciones Willow Grove en el lugar designado por el censo de Willow Grove en Abington Township, condado de Montgomery, Pensilvania, a 24 km al norte del centro de Filadelfia, en los suburbios del norte de la ciudad. El centro comercial limita con la ruta 63 de Pensilvania (Moreland Road) al noreste, Easton Road al sureste y Old Welsh Road al suroeste. El centro comercial está ubicado cerca de la Ruta de Pensilvania 611 y está a poco más de una milla de la salida de Willow Grove de la Pennsylvania Turnpike. El Willow Grove Park Mall sirve como un centro de tránsito para las rutas de autobús SEPTA 22, 55, 95, 310 y 311. El centro comercial también está cerca de la estación Willow Grove en la línea Warminster de SEPTA Regional Rail. El Willow Grove Park Mall tiene un área de mercado que cubre el este del condado de Montgomery junto con el noroeste de Filadelfia, el norte de Filadelfia, el noreste de Filadelfia y partes del centro del condado de Bucks.

## Tiendas

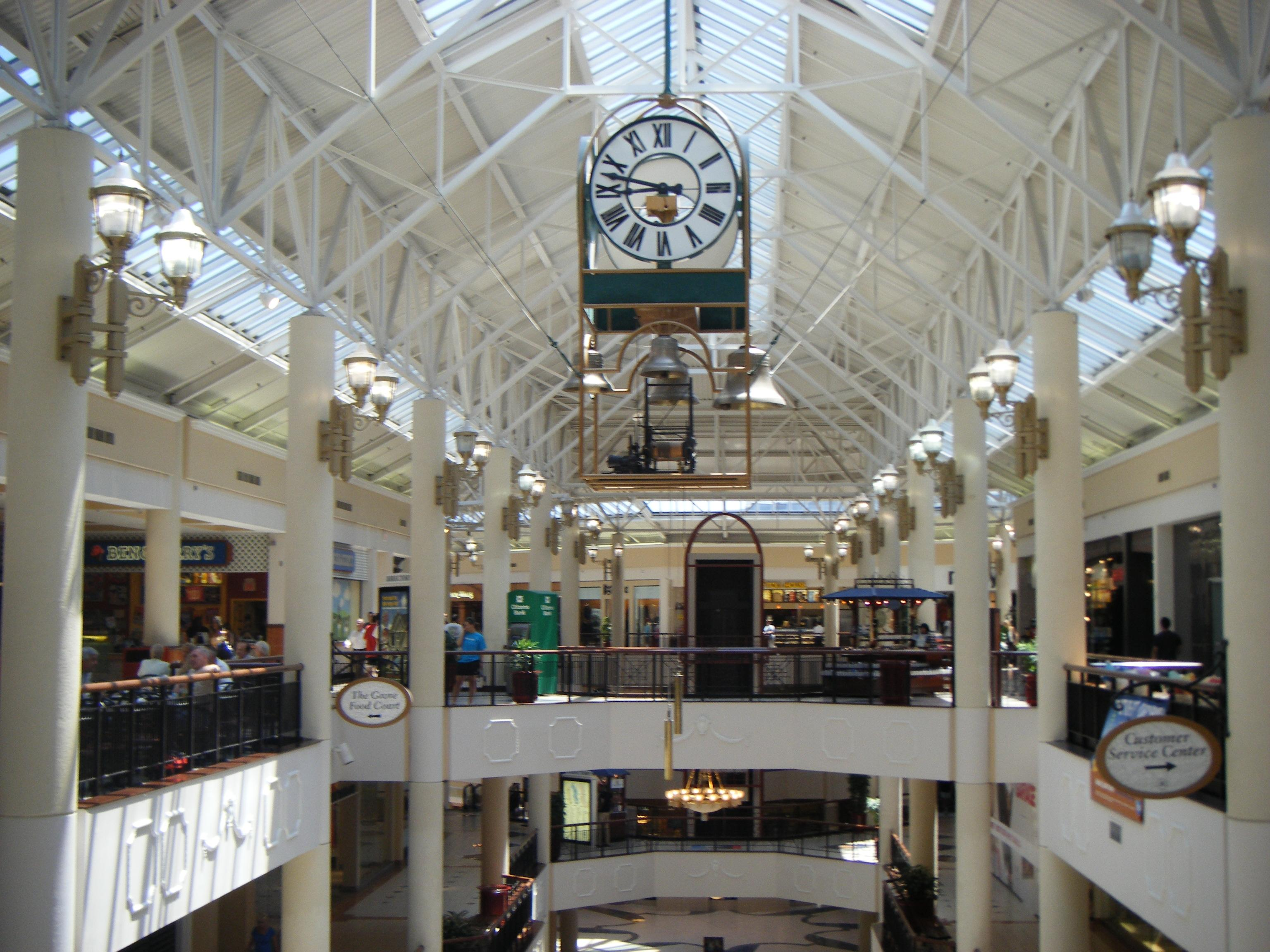
Una vista del centro comercial desde el tercer piso cerca del patio de comidas de The Grove

El Willow Grove Park Mall actualmente tiene seis tiendas ancla. La más grande es Bloomingdale's, que tiene 22 068 m² y abrió en 1982 al mismo tiempo que el centro comercial. Es una de las dos ubicadas en el área de Filadelfia. La segunda es Macy's, que tiene 20 903 m² y abrió en 2001 como parte de la expansión de un centro comercial. La tercera es Sears, que tiene 16 312 m² y abrió en 1982 como B. Altman and Company antes de convertirse en Sears en 1987. En 2015, Sears redujo su espacio a 8919 m² en el primer piso mientras alquila 7200 m² de espacio a Primark, principalmente en el segundo piso. Otro espacio ancla se abrió en 1982 como Abraham & Straus antes de convertirse en Strawbridge &amp; Clothier (más tarde Strawbridge's) en 1988. Strawbridge está cerrado en 2006. Una parte del antiguo espacio en el tercer piso que se reabrió como The Cheesecake Factory en 2007, que tiene 958 m² en el área. Otra parte de la antigua Strawbridge se convirtió en 2011 en un restaurante de comida italiana, que cerró en 2019 y el espacio se convirtió en Yard House. Además, hay un Forever 21 de 1579 m² que abrió en una pequeña parte del antiguo Strawbridge's en diciembre de 2011. Los dos pisos inferiores del espacio de Strawbridge se convirtieron en un J. C. Penney de 10 591 m² en 2012, el cuarto ancla más grande del centro comercial. Los funcionarios de J. C. Penney anunciaron que la tienda Willow Grove figuraría entre las 138 ubicaciones que cerrará la empresa; la tienda cerró el 31 de julio de 2017. Está previsto que el antiguo J. C. Penney se convierta en un centro de entretenimiento Tilted 10 El área restante del antiguo Strawbridge's en el tercer piso se abrió como un Nordstrom Rack de 3809 m² en 2012, la tienda ancla más pequeña del centro comercial.
Además de las tiendas ancla, Willow Grove Park Mall tiene más de 130 tiendas más pequeñas, que incluyen Apple Store, un H&M de dos pisos, Lucky Brand Jeans, Sephora, Victoria's Secret, Build-A-Bear Workshop, Go! Juegos y juguetes y GameStop. El centro comercial también tiene un patio de comidas con once espacios, así como tres restaurantes para sentarse: The Cheesecake Factory, TGI Fridays y Yard House.

## Historia

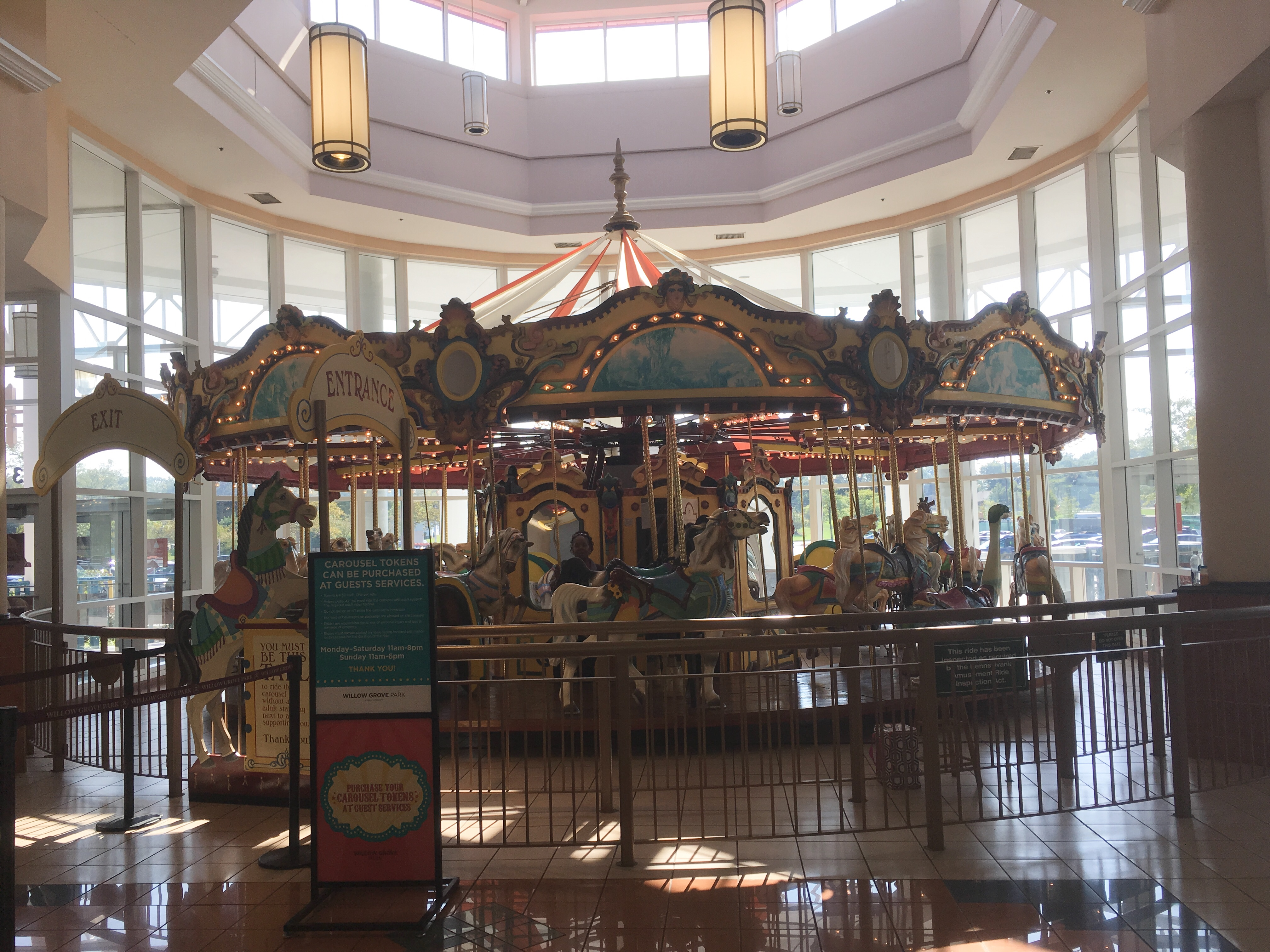
Carrusel en el tercer piso del centro comercial

El sitio actual del Willow Grove Park Mall fue originalmente Willow Grove Park, un popular parque de diversiones que existió desde 1896 hasta 1975. En 1978, Federated Department Stores y The Rubin Organization anunciaron planes para construir un centro comercial de 25 millones de dólares en el sitio del antiguo parque de atracciones. Los planes fueron aprobados por Abington Township en 1979, que incluyó una reducción a tres tiendas ancla de cuatro entre las preocupaciones de los residentes sobre las dimensiones del inmueble. El Willow Grove Park Mall se inauguró el 11 de agosto de 1982. Fue diseñado con un tema victoriano en honor al antiguo parque de diversiones. Los desarrolladores del Willow Grove Park Mall fueron Federated Department Stores y The Rubin Organization y el arquitecto fue RTKL. Cuando abrió el centro comercial, las tiendas ancla originales eran Bloomingdale's, Abraham & Straus y B. Altman and Company. Bloomingdale's se había trasladado al centro comercial desde una tienda independiente en Jenkintown. Cuando abrió, el Willow Grove Park Mall estaba destinado a ser un centro comercial exclusivo. En 1984, Federated Department Stores vendió su parte del centro comercial a Equitable Life Assurance Society de los Estados Unidos por 43 millones de dólares. En 1986, B. Altman and Company cerró su tienda, que volvió a abrir como Sears en 1987. Sears se mudó al centro comercial desde una tienda en Abington. Por ese entonces, la selección se amplió para apuntar también a la clase media. En 1988, Abraham & Straus cerró y se convirtió en Strawbridge & Clothier, que se había trasladado al centro comercial desde una tienda en Jenkintown.

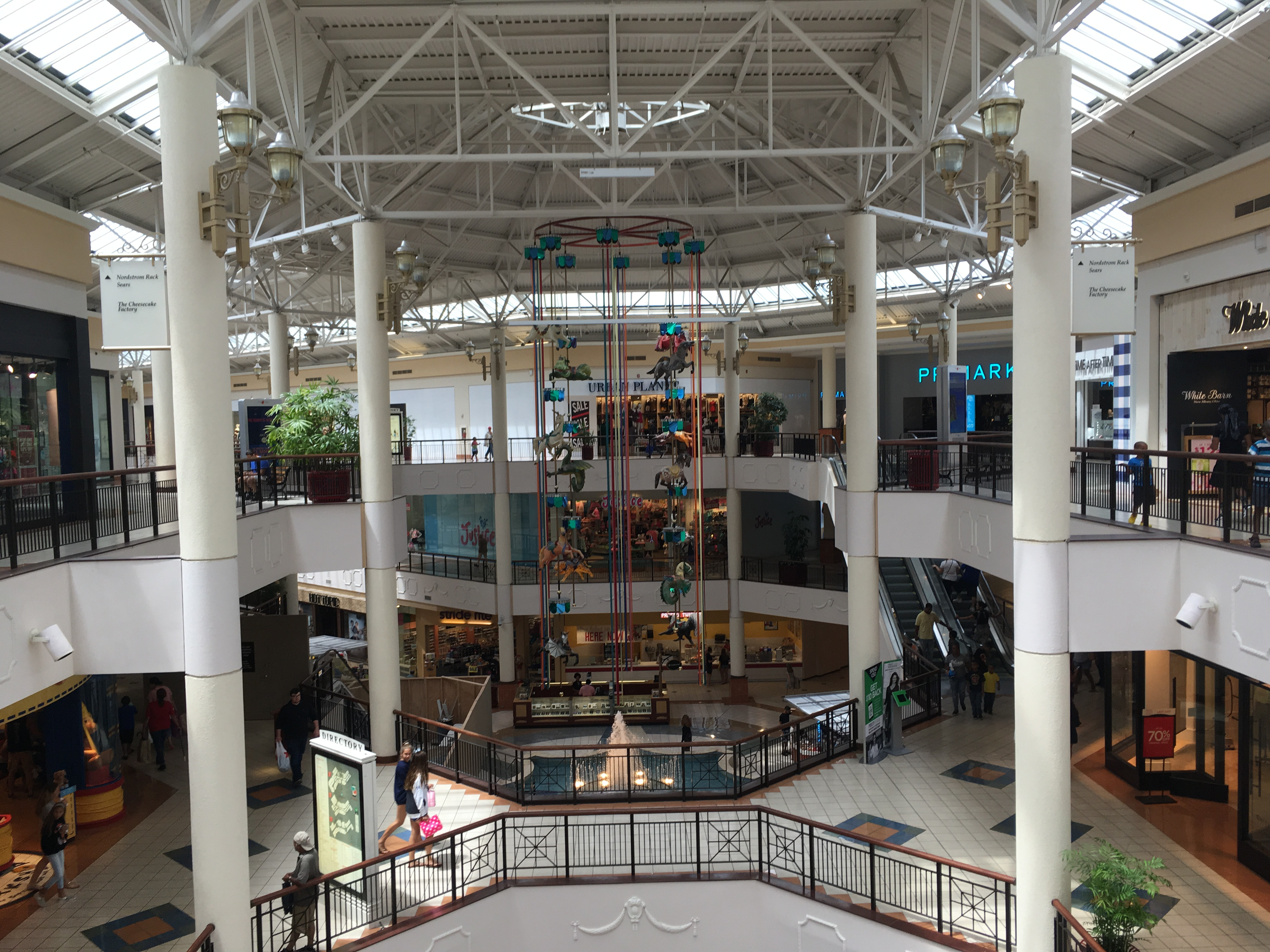
Tercer piso del centro comercial mirando hacia Primark

El centro comercial fue adquirido por PREIT y el Sistema de Jubilación de Empleados del Estado de Pensilvania en 2000 por 140 millones de dólares de un grupo de clientes de fondos de pensiones administrados por Lend Lease Real Estate Investments. En 2001, el centro comercial se sometió a una renovación importante que incluyó la adición de Macy's como ancla, la construcción de 19 695 m² garaje con 800 espacios de estacionamiento adyacentes a Sears y el patio de comidas, y la adición de un carrusel en la entrada del tercer piso. La renovación del centro comercial costó 25 millones de dólares. PREIT asumió la propiedad total en 2003 al adquirir el 70 % de la participación del Sistema de Jubilación de los Empleados del Estado de Pensilvania por 32 millones de dólares. En 2005, se instaló en el centro comercial una pared de mosaicos con imágenes del antiguo Willow Grove Park. Estos fueron creados por el Programa de Empoderamiento Juvenil del Centro de Arte de Abington y el Programa de Justicia Restaurativa y Equilibrada del Municipio de Abington a partir de diseños hechos por Carol Strinton-Broad. En 2006, Strawbridge's cerró debido a la adquisición de su empresa matriz May Department Stores por Federated Department Stores; una pequeña parte de la antigua tienda en el piso superior se convirtió en el hogar de The Cheesecake Factory en septiembre de 2007. Se planeó abrir los dos pisos inferiores como los de Boscov; sin embargo, nunca abrió debido a la solicitud en cadena del Capítulo 11 de la Ley de Quiebras de los Estados Unidos en 2008.
El 25 de noviembre de 2006, durante uno de los fines de semana de compras más concurridos del año después del Día de Acción de Gracias, se desató un pequeño incendio en la tienda Forever 21 que obligó a la evacuación de 6000 compradores; no se reportaron heridos. En la noche del 15 de junio de 2011, un niño de 16 años del municipio de Upper Moreland que fumaba cannabis sintético saltó desde el tercer nivel del estacionamiento, sufriendo lesiones.
El 28 de julio de 2011, se anunció que J. C. Penney abriría una tienda en los dos pisos inferiores del Strawbridge's vacante. Además, se anunció que Bravo! Cucina Italiana y Nordstrom Rack abrirían ubicaciones en el tercer piso del antiguo Strawbridge's. ¡Bravo! Cucina Italiana abrió en noviembre de 2011, mientras que Nordstrom Rack lo hizo en mayo de 2012. Forever 21 también se trasladó a una tienda más grande en el antiguo sitio de Strawbridge en diciembre de 2011. La tienda J. C. Penney abrió en octubre de 2012. El 30 de enero de 2015, se anunció que Sears alquilaría parte de su espacio al minorista irlandés Primark. Sears permanecería en su espacio en el primer nivel, mientras que Primark operará en el resto del espacio, principalmente en el segundo nivel. Primark abrió el 19 de julio de 2016. El 17 de marzo de 2017, se anunció que la tienda J. C. Penney cerraría como parte de un plan para cerrar 138 tiendas en todo el país. La tienda J. C. Penney cerró el 31 de julio de 2017.
Un concepto de tienda outlet de Macy's Backstage se abrió dentro del Macy's el 2 de junio de 2018. El 24 de enero de 2018, la Junta de Comisionados del municipio de Abington aprobó los planes para un Studio Movie Grill en el antiguo espacio de J. C. Penney. El Studio Movie Grill iba a ser una sala de cine para cenar con 11 pantallas y un bar. Se planeó que Studio Movie Grill abriera a principios de 2020 antes de que se cancelaran los planes. En 2022, se abrirá un centro de entretenimiento Tilted 10 en el antiguo espacio J. C. Penney. El 2 de diciembre de 2019, se abrió un restaurante Yard House en el centro comercial en el espacio que anteriormente ocupaba Bravo! Cucina Italiana.

## Impacto económico
El Willow Grove Park Mall es una de las principales atracciones regionales de Abington Township y es el tercer centro comercial más rentable del área de Filadelfia. En la parte de Pensilvania del área de Filadelfia, el Willow Grove Park Mall es el segundo centro comercial más rentable después del centro comercial King of Prussia. El centro comercial es considerado uno de los tres lugares más exitosos para los minoristas que ingresan al mercado de Filadelfia debido a su ubicación y selección de tiendas. En 2019, el Willow Grove Park Mall registró ventas por pie cuadrado de $ 763 dólares, que es el más alto entre todos los centros comerciales propiedad de PREIT. El centro comercial empleó a 2065 personas en 2018, lo que lo convierte en el tercer empleador más grande en Abington Township con el 7,86% de los puestos de trabajo en el municipio.
La apertura del Willow Grove Park Mall llevó al declive del comercio minorista a lo largo de Old York Road en Abington y Jenkintown, con grandes almacenes como Bloomingdale's, Sears y Strawbridge & Clothier que se trasladaron de esta área al centro comercial durante la década de 1980. Una tienda Lord & Taylor en la misma área cerró en 1989, pero finalmente fue reemplazada por la ubicación del centro comercial King of Prussia en 1995.